# Yreka
Yreka – miasto w hrabstwie Siskiyou w Kalifornii. W 2007 roku populacja miasta wynosiła 7 348 mieszkańców.